# Tarchonanthea frauenfeldi
Tarchonanthea frauenfeldi är en tvåvingeart som först beskrevs av Ignaz Rudolph Schiner 1868.  Tarchonanthea frauenfeldi ingår i släktet Tarchonanthea och familjen borrflugor. Inga underarter finns listade i Catalogue of Life.